# Civilization VI
Civilization VI (o Sid Meier's Civilization VI) è un videogioco strategico a turni, appartenente alla serie Civilization iniziata da Sid Meier. La sua pubblicazione per Windows e macOS è avvenuta a ottobre 2016 tramite la piattaforma online Steam, seguita dalla pubblicazione per Linux a febbraio 2017, per dispositivi iOS a dicembre 2017, per Nintendo Switch a novembre 2018 e per le console PlayStation 4 e Xbox One a novembre 2019.
Come per i capitoli precedenti, l'obiettivo del gioco è sviluppare una civiltà e farla diventare potenza mondiale con il passare di diversi millenni e raggiungere una delle diverse condizioni di vittoria, come il dominio militare, la superiorità tecnologica o l'influenza culturale, a discapito delle altre civiltà. I giocatori possono farlo esplorando la mappa, fondando nuove città, ricercando nuove tecnologie, impegnandosi nel commercio, stabilendo alleanze o patti con altri giocatori o conquistando le città degli avversari.
Il gioco presenta molte civiltà inedite rispetto ai titoli precedenti, mentre quelle già presenti hanno dei nuovi leader. Altre nuove funzionalità includono la ricerca scientifica tramite l'albero tecnologico separatamente da quella per la cultura. La prima espansione ufficiale del gioco è stata Civilization VI: Rise and Fall, pubblicata a febbraio 2018 e seguita da Civilization VI: Gathering Storm a febbraio 2019 e dal pass stagionale The New Frontier Pass a maggio 2020.

## Modalità di gioco

Ogni partita inizia con un colono, che fonderà la città capitale, e un'unità guerriera.

Oltre a gran parte di elementi già presenti nei capitoli precedenti, tra cui le città-stato e lo spionaggio, il gioco presenta anche varie altre caratteristiche inedite nella serie. In primo luogo, alcuni miglioramenti delle città vanno posti non all'interno dell'esagono dove si trova la città, ma in un altro che rientra nei suoi confini; questi miglioramenti "esterni" alla città (che possono essere Scientifici/Campus, Militari/Accampamenti, Industriali) rientrano generalmente in "distretti" cittadini, i quali, pur possedendo certi limiti, come il fatto di poter ospitare certi miglioramenti, sono spesso indispensabili per via dei bonus specifici di cui usufruiscono. Ogni città può ospitare un distretto dello stesso tipo nei suoi confini (per esempio, una civiltà che presenta tre città nel suo impero può costruire tre distretti dello stesso tipo). Ad esempio, quello militare, che non può essere costruito nei diretti pressi della città, specializza la città per la costruzione di ulteriori edifici che aumentano la produzione e l'esperienza delle unità militari; inoltre, se piazzato strategicamente e la città madre possiede come minimo delle Mura antiche, può contribuire a infliggere ulteriori danni alle unità nemiche come se fosse una città fortificata, complicando sostanzialmente l'assedio della città.
Per ridurre la congestione sulla mappa, il giocatore può eseguire una riunione (in numeri limitati) di unità, a patto che siano simbiotiche o di tipo simile. Ad esempio, un guerriero può collegarsi a un lavoratore per proteggerlo dai barbari, mentre un lanciere incaricato di attaccare una città può essere collegato a un ariete per danni e protezione maggiori.
La tecnologia è ora più attiva, e stavolta presenta degli Eureka, ovvero degli Impulsi Tecnologici che dimezzano il tempo di ricerca a patto che si completino certe condizioni (come ad esempio fondare una seconda città, eliminare tre unità barbariche o costruire un certo miglioramento su una specifica risorsa).
Dato che nel gioco precedente erano state sollevate lamentele sulla difficoltà nel conseguire una Vittoria Culturale, il gioco include anche un albero delle politiche sociali come meccanica completamente a sé stante; in esso, la Cultura accumulata dalle città aumenta la velocità di ricerca di politiche sociali allo stesso modo in cui la Scienza aumenta la velocità di ricerca delle tecnologie. Ogni politica sociale ricercata dona nuove carte politica, utili per personalizzare il governo del giocatore. Ogni governo possiede un numero di slot divisi in Militare, Economia, Diplomazia e Jolly. È possibile cambiare forma di governo gratuitamente una volta completata una politica sociale, o a un certo costo in caso contrario, permettendo al giocatore di adattarsi meglio alle nuove situazioni quando richiesto.
Le civiltà controllate dal computer possiedono inoltre un'agenda che influenza i loro rapporti col giocatore; molte di essere sono uniche per ogni leader della civiltà, emulando eventi, personalità e politiche storiche. Inoltre, l'IA possiede anche una seconda agenda segreta per giocatore da esso controllato, rivelabile soltanto tramite lo spionaggio.

### Civiltà giocabili
| Civiltà iniziali | Civiltà DLC |
| --- | --- |
| Americani (Theodore Roosevelt) Arabi (Saladino) Brasiliani (Pedro II) Cinesi (Qin Shi Huang) Egiziani (Cleopatra) Congolesi (Mvemba a Nzinga) Francesi (Caterina de' Medici) Giapponesi (Hōjō Tokimune) Greci (Gorgo) Greci (Pericle) Indiani (Gandhi) Inglesi (Vittoria) Norvegesi (Harald Hardrada) Romani (Traiano) Russi (Pietro il Grande) Sciti (Tomiri) Spagnoli (Filippo II) Sumeri (Gilgamesh) Tedeschi (Federico Barbarossa) | Australiani (John Curtin) Aztechi (Montezuma I) Indonesiani (Gitarja) Khmer (Jayavarman VII) Macedoni (Alessandro Magno) Nubiani (Amanitore) Persiani (Ciro II) Polacchi (Jadwiga) |

Pur avendo i Greci due leader diversi, ossia Pericle e Gorgo, essi contano come fossero un'unica civiltà. Gli Aztechi sono invece stati un DLC di preordine prima di diventare gratuiti a 90 giorni dal lancio del gioco.

## Espansioni

### Rise and Fall
Civilization VI: Rise and Fall è la prima espansione ufficiale del gioco, uscita l'8 febbraio 2018. Questa espansione aggiunge 8 nuove civiltà e 9 nuovi leader, nuove meraviglie e meccaniche di gioco. Le civiltà presenti sono:
1. L'India guidata da Chandragupta (la civiltà è già presente nel gioco, ma il leader è nuovo).
2. La Mongolia guidata da Gengis Khan.
3. L'Olanda guidata dalla regina Guglielmina.
4. I Mapuche guidati da Lautaro.
5. I Cree guidati da Poundmaker.
6. La Scozia guidata da Robert Bruce.
7. La Corea guidata da Seondeok.
8. Gli Zulù guidati da Shaka.
9. La Georgia guidata da Tamara.

### Gathering Storm
Civilization VI: Gathering Storm è la seconda espansione ufficiale del gioco, uscita il 14 febbraio 2019. Questa espansione aggiunge nuove tecnologie avanzate, progetti ingegneristici e il Congresso Mondiale. Introduce per la prima volta la possibilità di interagire con un ecosistema mutevole ed eventi naturali che possono arricchire o mettere in pericolo un impero in espansione. Eleonora d'Aquitania è una nuova leader che può guidare Francesi o Inglesi. Le civiltà aggiunte sono:
1. il Canada guidato da Wilfrid Laurier.
2. i Fenici guidati da Didone.
3. gli Inca guidati da Pachacuti.
4. il Mali guidato da Mansa Musa.
5. i Maori guidati da Kupe.
6. l'impero ottomano guidati da Solimano.
7. la Svezia guidata da Kristina.
8. l'Ungheria guidata da Mattia Corvino.

### New Frontier Pass
Civilization VI: New Frontier Pass è la terza espansione ufficiale del gioco suddivisa in sei DLC pubblicati con cadenza bimestrale da maggio 2020 a marzo 2021, e che aggiungono nuove civiltà, leader e modalità di gioco. Le civiltà aggiunte sono:
1. I Maya guidati da Wac-Chanil-Ahau e la Grande Colombia guidata da Simón Bolívar
2. L'Etiopia guidata da Menelik II
3. l'Impero Bizantino guidato da Basilio II e i Galli guidati da Ambiorix
4. L'impero babilonese guidato da Hammurabi
5. Il Vietnam guidato da Bà Triệu (più Khubilai Khan, un nuovo leader che guida sia la Mongolia che la Cina)
6. Il Portogallo guidato da João III

A essi si aggiungono poi delle versioni alternative di Theodore Roosevelt e Caterina de' Medici.

### Leader Pass
Civilization VI: Leader Pass è un'ulteriore espansione del gioco, suddivisa in sei DLC pubblicati fra il novembre 2022 e il marzo 2023, costituita da dodici leader aggiuntivi (di civiltà già presenti), e sei versioni alternative di leader già presenti. I leader aggiunti sono:
1. Abraham Lincoln (Stati Uniti) e Mbande Nzinga (Congo)
2. Tokugawa (Giappone) e Nadir Shah (Persia)
3. Yongle e Wu Zetian (Cina)
4. Ramses II (Egitto) e Sundiata Keita (Mali)
5. Teodora (Impero Bizantino), Sejong (Corea) e Ludovico II (Germania)
6. Elisabetta I (Inghilterra)

A essi si aggiunge poi Giulio Cesare (Roma), rilasciato gratuitamente a tutti i possessori del gioco. I leader dei quali sono rilasciate versioni alternative sono invece Saladino, Solimano, Qin Shi Huang, Cleopatra, Harald Hardrada  e Vittoria.

## Accoglienza

### Critica
| Testata                          | Giudizio |
| -------------------------------- | -------- |
| Metacritic (media al 31-01-2024) | 88/100   |
| Destructoid                      | 8,5/10   |
| Game Informer                    | Voto     |
| Testata                          | 9,5/10   |
| Game Revolution                  | 4,5/5    |
| GameSpot                         | 9/10     |
| IGN                              | 9,4/10   |
| PC Gamer                         | 93/100   |
| Polygon                          | 8,5/10   |

Civilization VI ha ricevuto un'accoglienza generalmente favorevole sul sito Metacritic, con un punteggio di 88 su 100 per la versione PC.

### Vendite
Il gioco ha venduto più di 1 milione di copie nelle prime due settimane, diventando il gioco che ha venduto il maggiore numero di copie nel minor numero di tempo di tutto il franchise di Civilization. A maggio 2017, il gioco supera i due milioni di copie vendute.